# 德累斯顿体育俱乐部
德累斯顿体育俱乐部1898注册协会（德語：Dresdner Sportclub 1898 e. V.）是德国萨克森州德累斯顿一家传统的体育俱乐部，其足球部在20世纪上半叶大获成功，曾2夺德国足球冠军；如今其最广为人知的部门是正参加德国女排甲级联赛的女子排球队。